# NGC 3574
NGC 3574 is een spiraalvormig sterrenstelsel in het sterrenbeeld Leeuw. Het hemelobject werd in 1877 ontdekt door de Franse astronoom Édouard Jean-Marie Stephan.

## Synoniemen
- MCG 5-27-22
- ZWG 156.20
- NPM1G +27.0308
- PGC 34080